# Галка (станція)
Гáлка — проміжна залізнична станція Полтавської дирекції Південної залізниці на лінії Хвилівка — Прилуки між зупинними пунктами Яхнівка та 51 км. Розташована в селищі міського типу Мала Дівиця Прилуцького району Чернігівської області.

## Історія
Станція відкрита у 1928 році. У тому ж році введена в експлуатацію будівля вокзалу на станції Галка, в рамках будівництва локальних залізниць було збудовано і залізницю Ніжин — Прилуки, що забезпечила пряме сполучення Чернігова та Ніжина із Полтавою та Черкасами. Назва станція походить від однойменної річки Галка, що протікає поруч. До наших часів зберіглася дерев'яна будівля вокзалу.

## Пасажирське сполучення
На станції зупиняються щоденно дві пари приміських поїздів сполученням Гребінка — Ніжин.

## Адреса
- 17523, Чернігівська область, смт. Мала Дівиця, вул. Вокзальна, 3